# Ronald Fagin
Ronald Fagin (né en 1945) est un informaticien américain, Fellow IBM au IBM Almaden Research Center. Il est réputé pour ses travaux pionniers en complexité descriptive, logique mathématique, théorie des bases de données, théorie des modèles finis, et le raisonnement sur la connaissance,. Il est un des lauréats du Prix Gödel 2014.

## Biographie
Ron Fagin est né et a grandi à Oklahoma City, où il est élève à la Northwest Classen High School (en). Il continue par des études de premier cycle universitaire au Dartmouth College. Il obtient un Ph. D. en mathématiques en 1973, à l'université de Californie à Berkeley, sous la direction de Robert L. Vaught.
Il rejoint le département IBM Research en 1973, et passe deux années au Thomas J. Watson Research Center, puis il migre vers ce qui est connu maintenant sous le nom de IBM Almaden Research Center situé à San José, en Californie.
Il a été président du comité de programme du ACM Symposium on Principles of Database Systems en 1984, de la conférence Theoretical Aspects of Reasoning about Knowledge en 1994, du ACM Symposium on Theory of Computing en 2005, et de la International Conference on Database Theory en 2009.

## Prix et distinctions
Fagin a reçu de nombreuses distinctions pour ses travaux. Il est membre élu de la Académie nationale d'ingénierie des États-Unis et de l'Académie américaine des arts et des sciences, il est Fellow d'IBM, Fellow de l'ACM, de l'IEEE, et Fellow de l'Association américaine pour l'avancement des sciences.
- Il est lauréat du Prix Gödel en 2014 et docteur honoris causa de l'Université de Paris ;
- l'IEEE lui a décerné le prix W. Wallace McDowell (en) et le IEEE Technical Achievement Award[8] ;
- l'ACM lui a attribué le ACM SIGMOD Edgar F. Codd Innovations Award[9] ;
- IBM lui a décerné de nombreuses récompenses :
  - huit récompenses pour des innovations exceptionnelles (IBM Outstanding Innovation Award),
  - deux récompenses supplémentaires pour des dépôts de brevets (IBM supplemental Patent Issue Award), accordés pour des brevets clé d'IBM,
  - la récompense IBM pour des accomplissements exceptionnelles (IBM Outstanding Technical Achievement Award)
  - et le prix de l'entreprise IBM (IBM Corporate Award).
- Fagin figure sur la liste des « chercheurs fréquemment cités » (Highly Cited Researchers)[10].
- Il a reçu le prix du meilleur article en 1985 à la International Joint Conference on Artificial Intelligence, à la conférence ACM Symposium on Principles of Database Systems en 2001, et à la conférence International Conference on Database Theory en 2003.
- Il a obtenu le prix Test-of-Time de dix ans aux conférences ACM Symposium on Principles of Database Systems de 2011, International Conference on Database Theory de 2013 et ACM Symposium on Principles of Database Systems de 2014.

## Travaux

### Le théorème de Fagin
Le théorème de Fagin, qu'il a prouvé dans sa thèse de doctorat, affirme que la logique du second ordre existentielle coïncide avec la classe de complexité NP en ce sens qu'un problème peut être exprimé en logique du second ordre existentielle si et seulement s'il peut être résolu par une machine de Turing non déterministe en temps polynomial. Ce théorème était pionnier dans le domaine de la théorie des modèles finis et de la complexité descriptive.

### Autres contributions
Un autre résultat célèbre que Fagin a démontré est que la logique du premier ordre possède une loi zéro-un, un outil pour démontrer des résultats d'inexpressibilité dans des langages de requêtes de bases de données. Ce résultat a été prouvé indépendamment, plusieurs années auparavant, par Glebskiĭ et d'autres en URSS.
Il est aussi connu pour son travail sur des formes normales d'ordre supérieur dans la théorie des bases de données, en particulier la quatrième forme normale (4NF).

## Publications
Fagin est auteur et coauteur de nombreuses publications dans son domaine d'expertise,. Il est notamment coauteur du livre :
- Ronald Fagin, Joseph Y. Halpern, Yoram Moses et Moshe Vardi, Reasoning about Knowledge, MIT Press, 2003 (1re éd. 1995), 517 p. (ISBN 978-0-262-56200-3, lire en ligne)

et auteur ou coauteur des articles :
- Fagin, Ronald, « Generalized first-order spectra and polynomial-time recognizable sets » Complexity of Computation, éd. R. Karp, SIAM-AMS Proceedings,, Vol. Vol. 7 (1974):43-73.
- Fagin, Ronald, Jurg Nievergelt, Nicholas J. Pippenger, et H. Raymond Strong, « Extendible hashing—a fast access method for dynamic files », ACM Transactions on Database Systems (TODS) 4.3 (1979): 315-344.
- Fagin, Ronald, « Combining fuzzy information from multiple systems », Journal of Computer and System Sciences 58 (1999): 83-99. (Numéro spécial d'articles sélectionnés du ACM Symposium on Principles of Database Systems de 1996).
- Fagin, Ronald, Amnon Lotem, et Moni Naor, « Optimal aggregation algorithms for middleware », Journal of Computer and System Sciences 66 (2003): 614-656. (Numéro spécial d'articles sélectionnés du ACM Symposium on Principles of Database Systems de 2001) .
- Fagin, Ronald, Phokion Kolaitis, Renee J. Miller, et Lucian Popa, « Data exchange: semantics and query answering », Theoretical Computer Science 336 (2005): 89-124. (Numéro spécial d'articles sélectionnés de la International Conference on Database Theory de 2003).